# Nightbot
Nightbot es un software de control de vocabulario, moderador de cierta autonomía cuyas operaciones pueden ser configuradas por el propietario que está efectuando una emisión en directo en un canal o programa atribuido a su persona.
Siendo un bot, éste puede ser dirigido por un administrador, que previamente haya registrado su cuenta de YouTube, Twitch o Discord (páginas a las que se afilia) para el control de escritura en el chat en vivo, o ya sea para adjuntar información o enlaces en los que el espectador puede acceder normalmente o también enviar mensajes de usuario a usuario. Estos procedimientos son manipulados mediante una serie de comandos con una particularidad. Los comandos pueden ser tanto iniciales con el signo de exclamación (!), así como un emoticón.

## Comandos
Predeterminadamente, Nightbot trae consigo comandos de uso común:
- !commands: Agrega una lista de comandos visibles por los moderadores y espectadores.
- !commercial: Patrocina un canal, sea el que está emitiendo la grabación o alguien parte de la audiencia.
- !filters: Denota los filtros gestionados para la moderación y prevención del spam.
- !game: El o los moderadores son capaces de modificar este comando con el fin de nombrar un videojuego que se está desarrollando durante la transmisión.
- !marker: Genera un marcador de transmisión exclusivamente para las cuentas asociadas a Twitch.
- !poll: Permite realizar encuestas en el chat.
- !regullar: Gestiona los canales más frecuentes presentes en la emisión en directo.
- !songs: Posibilita la petición de música, canciones o melodías sin copyright en la grabación.
- !tag: Permite editar las etiquetas de la transmisión para mejorar la visibilidad.
- !title: Manifiesta el nombre de la emisión en directo y atribuye el rol de cambio a los moderadores del canal.
- !winner: Aleatoriamente, se selecciona un usuario como un "ganador".

Estos códigos pueden ser escritos por los participantes de la transmisión, así como también pueden ser solo atribuidos a los moderadores del canal o al administrador.